# Mjitar Manukián
Mjitar Manukián –en kazajo, Мхитар Манукян; en armenio, Մխիթար Մանուկյան– (Leninakan, 20 de septiembre de 1973) es un deportista kazajo de origen armenio que compitió en lucha grecorromana. Hasta 1996 compitió bajo la bandera de Armenia. Su hermano Agasi también compitió en lucha grecorromana.
Participó en tres Juegos Olímpicos de Verano, obteniendo una medalla de bronce en Atenas 2004 y el séptimo lugar en Atlanta 1996 y en Sídney 2000. En los Juegos Asiáticos de 1998 ganó la medalla de plata.
Ganó tres medallas en el Campeonato Mundial de Lucha entre los años 1995 y 1999, una medalla de bronce en el Campeonato Europeo de Lucha de 1996 y dos medallas de oro en el Campeonato Asiático de Lucha, en los años 1997 y 1999.

## Palmarés internacional
| Representando a Armenia    |                         |                   |           |
| Campeonato Mundial         |                         |                   |           |
| Año                        | Lugar                   | Medalla           | Categoría |
| 1995                       | Praga (República Checa) | Medalla de bronce | 62 kg     |
| Campeonato Europeo         |                         |                   |           |
| Año                        | Lugar                   | Medalla           | Categoría |
| 1996                       | Budapest (Hungría)      | Medalla de bronce | 62 kg     |
| Representando a Kazajistán |                         |                   |           |
| Juegos Olímpicos           |                         |                   |           |
| Año                        | Lugar                   | Medalla           | Categoría |
| 2004                       | Atenas (Grecia)         | Medalla de bronce | 66 kg     |
| Campeonato Mundial         |                         |                   |           |
| Año                        | Lugar                   | Medalla           | Categoría |
| 1998                       | Gävle (Suecia)          | Medalla de oro    | 63 kg     |
| 1999                       | El Pireo (Grecia)       | Medalla de oro    | 63 kg     |
| Juegos Asiáticos           |                         |                   |           |
| Año                        | Lugar                   | Medalla           | Categoría |
| 1998                       | Bangkok (Tailandia)     | Medalla de plata  | 69 kg     |
| Campeonato Asiático        |                         |                   |           |
| Año                        | Lugar                   | Medalla           | Categoría |
| 1997                       | Teherán (Irán)          | Medalla de oro    | 63 kg     |
| 1999                       | Taskent (Uzbekistán)    | Medalla de oro    | 63 kg     |